# Magic Mountain (album)
| Recensione        | Giudizio |
| ----------------- | -------- |
| Allmusic          | [ 1 ]    |
| Revolver Magazine | [ 2 ]    |

Magic Mountain è il quarto album in studio del gruppo southern rock statunitense Black Stone Cherry.

## Tracce
1. Holding On...To Letting Go – 4:15
2. Peace Pipe – 4:13
3. Bad Luck & Hard Love – 3:49
4. Me and Mary Jane – 4:08
5. Runaway – 3:53
6. Magic Mountain – 3:45
7. Never Surrender – 3:29
8. Blow My Mind – 3:42
9. Sometimes – 4:34
10. Fiesta Del Fuego – 4:09
11. Dance Girl – 4:40
12. Hollywood in Kentucky – 4:25
13. Remember Me – 6:03

## Formazione
- Chris Robertson - voce, chitarra
- Ben Wells - chitarra
- Jon Lawhon - basso
- John Fred Young - batteria

## Date di pubblicazione
| Paese       | Data          |
| ----------- | ------------- |
| Finlandia   | 2 maggio 2014 |
| Francia     | 2 maggio 2014 |
| Germania    | 2 maggio 2014 |
| Portogallo  | 2 maggio 2014 |
| Regno Unito | 2 maggio 2014 |
| Canada      | 6 maggio 2014 |
| Italia      | 6 maggio 2014 |
| Spagna      | 6 maggio 2014 |
| Stati Uniti | 6 maggio 2014 |
| Giappone    | 7 maggio 2014 |
| Australia   | 9 maggio 2014 |

## Classifiche
| Classifica              | Posizione massima |
| ----------------------- | ----------------- |
| Billboard 200           | 22                |
| US Top Digital Albums   | 24                |
| US Top Hard Rock Albums | 1                 |
| US Top Rock Albums      | 6                 |
| Austria                 | 29                |
| Belgio (Vallonia)       | 159               |
| Francia                 | 187               |
| Germania                | 31                |
| Svizzera                | 28                |